# جام قهرمانی فوتبال ایران ۱۳۴۰
جام قهرمانی فوتبال ایران ۱۳۴۰ چهارمین دوره جام قهرمانی فوتبال ایران که توسط فدراسیون فوتبال ایران برگزار شد. جام قهرمانی فوتبال ایران  در سال  ۱۳۴۰  به میزبانی شهر مشهد  برگزار گردید و با قهرمانی تیم   آریا مشهد به پایان رسید.
چهارمین دوره مسابقات قهرمانی ایران در شرایطی برگزار شد که بالاترین حضور تیمها را از مناطق ۵ گانه ایران شاهد بودیم.  مشهد برای اولین بار  میزبان مسابقات بود و هیات فوتبال این شهر ،برای نشان دادن لیاقت خود بهترین امکانات را برای مسابقات بکار گرفته بود تا جاییکه در پایان  تمامی تیمها مشهد را بهترین میزبان در طول چهار دوره میدانستند. از پنج تیم حاضر در مرحله پایانی فقط تیم کیان تهران بود که برای نخستین بار در مسابقات حضور پیدا میکرد و تیمی کاملا ناشناس بود.اما بیشترین شانس قهرمانی به تیم  مموریال تبریز قهرمان دومین دوره و جم آبادان مدافع عنوان قهرمانی داده می شد.
اما با شروع مسابقات مشخص شد پیش بینی ها کاملا نادرست است. تیمی که بر تمام نظرات خط بطلان کشید  آریای مشهد بود که مسابقات را  با پیروزی آغاز کرد و با پیروزی هم به پایان برد و برای نخستین بار قهرمان ایران شد و جام را در  مشهد نگه داشت.
تیم کیان تهران نایب قهرمان شد و مموریال تبریز هم به مدال برنز رسید.

## پیوندها
جام قهرمانی فوتبال ایران ۱۳۳۹
جام قهرمانی فوتبال ایران ۱۳۴۱